# Вулиця Володимира Науменка
Ву́лиця Володимира Науменка — вулиця в Голосіївському районі міста Києва, місцевість Віта-Литовська. Пролягає від Лісоводної вулиці до вулиці Андрія Ніковського.

## Історія
Вулиця виникла у 2010-х роках під проектною назвою Проектна 12982. Сучасна назва на честь українського громадського діяча та педагога Володимира Науменка — з 2017 року.